# Boyfriend (Big Time Rush)
Boyfriend è un singolo del gruppo musicale statunitense Big Time Rush, pubblicato l'8 febbraio 2011 come secondo estratto dal primo album in studio B.T.R..

## Tracce
1. Boyfriend – 3:21

## Versione con Snoop Dogg
Il singolo inserito come bonus track nel primo album in studio della boyband B.T.R., contiene il featuring del rapper Snoop Dogg.

## Tracce
1. Boyfriend (feat. Snoop Dogg) – 3:35

## Versione con i New Boyz
Il singolo inserito come bonus track del primo album in studio della boyband B.T.R. presenta come featuring il duo New Boyz.

## Tracce
1. Boyfriend (feat. New Boyz) – 3:34